# Quốc ca Cộng hòa Dagestan
Quốc ca Cộng hòa Dagestan (tiếng Nga: Государственный гимн Республики Дагестан, Gosudarstvennyj gimn Respubliki Dagestan), còn được biết đến là "Lời thề" (tiếng Nga: Клятва, Kljatva) là quốc ca của Dagestan, một chủ thể liên bang của Nga. Nó được chấp nhận vào ngày 25 tháng 2 năm 2016. Nhạc được sáng tác bởi Murad Kajlayev và lời được viết bởi Rasul Gamzatov. Phần lời tiếng Nga được viết bởi Nikolay Dorizo. Nó thay thế Dagestan, Tổ quốc thần thánh, quốc ca Dagestan từ năm 2003 đến năm 2016.

## Lời

### Tiếng Nga
| Ký tự Cyrill | Ký tự Latinh | Ký tự Ả Rập |
| Горные реки к морю спешат. Птицы к вершинам путь свой вершат Ты – мой очаг, ты – моя колыбель, Клятва моя – Дагестан. Тебе присягаю на верность свою, Дышу я тобою, о тебе пою. Созвездье народов нашло здесь семью, Мой малый народ, мой великий народ. Подвиги горцев, братство и честь, Здесь это было, здесь это есть. Мой Дагестан и Россия моя, Вместе с тобой навсегда! Тебе присягаю на верность свою, Дышу я тобою, о тебе пою. Созвездье народов нашло здесь семью, Мой малый народ, мой великий народ, Дагестан! | Gornyje reki k morju spešat. Pticy k veršinam putj svoj veršat Ty moj očag, ty moja kolybelj, Kljatva moja – Dagestan. Tebe prisjagaju na vernostj svoju, Dyšu ja toboju, o tebe poju. Sozvezdje narodov našlo zdesj semjju, Moj malyj narod, moj velikij narod. Podvigi gorcev, bratstvo i čestj, Zdesj eto bylo, zdesj eto jestj. Moj Dagestan i Rossija moja, Vmeste s toboj navsegda! Tebe prisjagaju na vernostj svoju, Dyšu ja toboju, o tebe poju. Sozvezdje narodov našlo zdesj semjju, Moj malyj narod, moj velikij narod, Dagestan! | .غورنئيې رِېكى ق مورُِ صپِېشاط پتِىڞئ ق ڤِېرشِىنام پُت صڤوي ڤِېرشاط ،طئ موي وچاغ، طئ مويا قولئبِېڵ .قڵاطڤا مويا — داگېصطان ،تېبې پرِیساغايُ نا ڤِېرنوست .دئشُ يا طوبويُ، و تېبې يا پويُ ،صوضڤِېضدِيې نارودوڤ ناشلو زدِېس سېمِيُ .موي مالئي نارود، موي ڤِېڵیکیي نارود ،پودڤِیغ نارودوڤ. براطصطڤو ی چېست .زدِېس يېطو ئلو، زدِېس ېطو يېست ،موي داگېصطان ى روسىيا مويا !ڤمِېستې ص طوبوي ناڤسېغدا ،تېبې پرِیساغايُ نا ڤِېرنوست .دئشُ يا طوبويُ، و تېبې يا پويُ ،صوضڤِېضدِيې نارودوڤ ناشلو زدِېس سېمِيُ .موي مالئي نارود، موي ڤِېڵیکیي نارود !داگېصطان |

### Tiếng Việt
Những dòng sông ào ạt đổ xuống núi,
Chim bay đi lên cao
Người - trái tim tôi, Người - cái nôi của tôi
Lời thề của tôi - Dagestan.
Tôi thề với lòng trung thành của tôi,
Tôi thở, tôi hát về Người.
Chòm sao của các quốc gia tìm thấy gia đình ở đây.
Quốc gia nhỏ bé của tôi, quốc gia vĩ đại của tôi.
Chiến công của những người miền núi, tình anh em và danh dự,
Nó đã ở đây, nó đang ở đây.
Dagestan của tôi và nước Nga của tôi,
Cùng với Người mãi mãi!
Tôi thề với lòng trung thành của tôi,
Tôi thở, tôi hát về Người.
Chòm sao của các quốc gia tìm thấy gia đình ở đây.
Quốc gia nhỏ bé của tôi, quốc gia vĩ đại của tôi,
Dagestan!